# North Sea Wind Power Hub

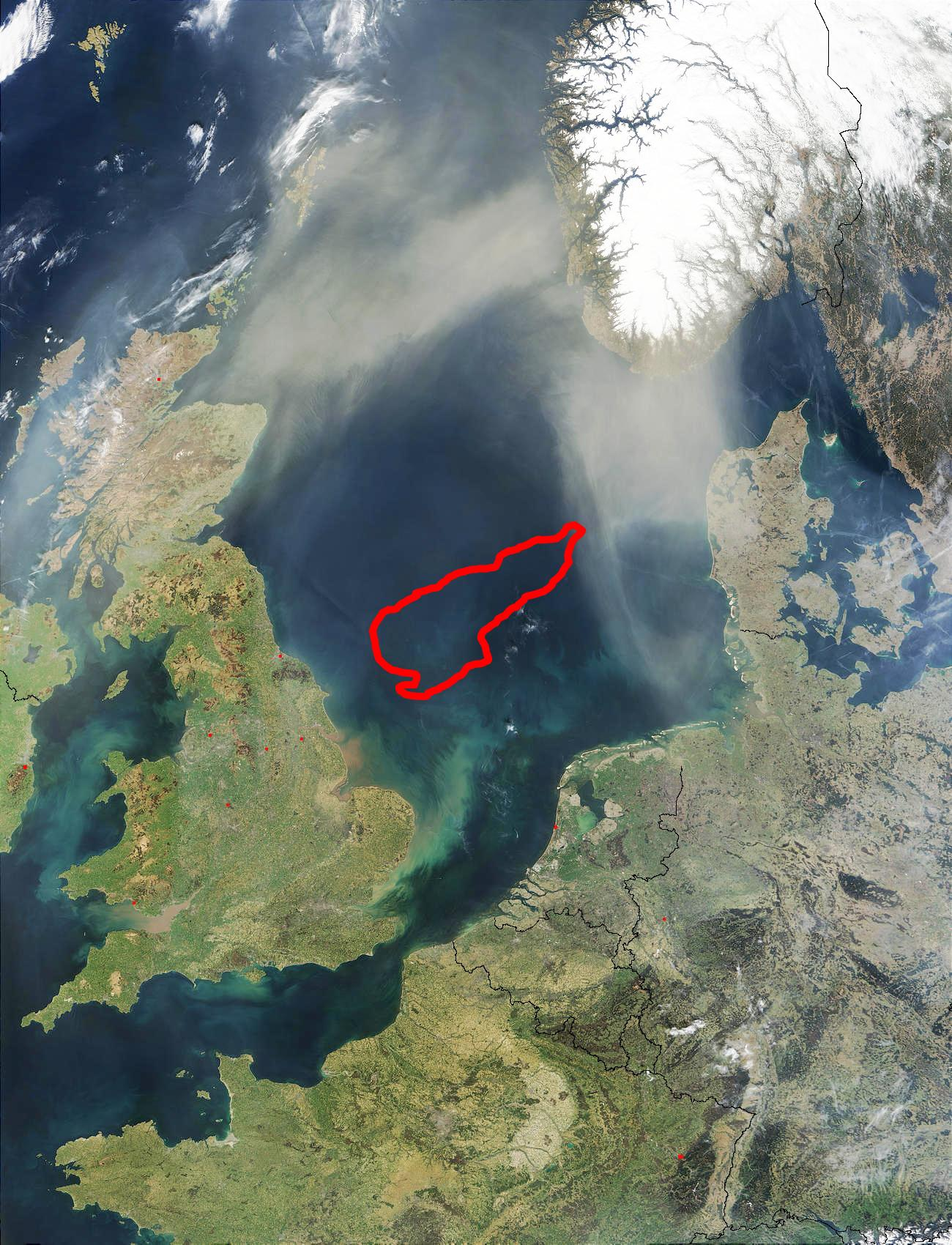
Satellietfoto met daarop aangegeven de Doggersbank (rood gemarkeerd) (NASA)

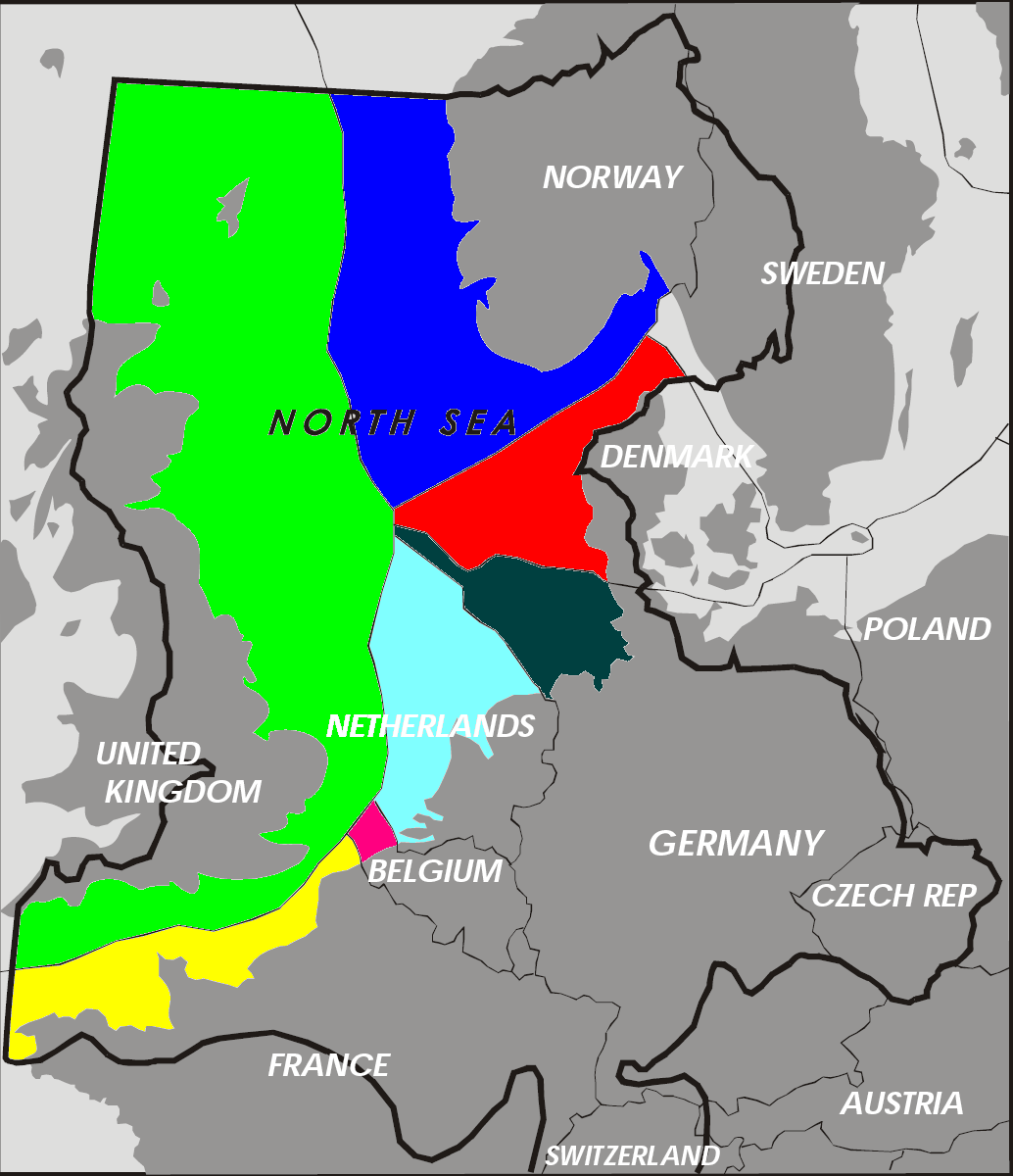
Exclusieve economische zones in de Noordzee en het stroomgebied van de rivieren die in de Noordzee uitmonden. Het Nederlandse deel is aangeduid in lichtblauw.

North Sea Wind Power Hub is een midden in de Noordzee aan te leggen energie-eiland. Het zal bijdragen aan een meer duurzaam Europees elektriciteitssysteem. Het planproject omvat één of meerdere zogenoemde Power Link-eilanden, te realiseren op noordoostpunt van de Doggersbank. De Doggersbank is een relatief ondiep deel van de Noordzee, nog net binnen het continentaal plat van het Verenigd Koninkrijk en vlak bij het grenspunt van dat van Nederland, Duitsland en Denemarken. Binnen dit project werken Nederlandse, Duitse en Deense netbeheerders aan de ontwikkeling van een knooppunt van windparken op zee met doorlopende verbindingen naar de Noordzeelanden. Via deze verbindingen (door kabels in de zeebodem) kan internationale handel in elektriciteit plaatsvinden.

## Opzet en werking
De toekomstige North Sea Wind Power Hub kan volgens het plan een oppervlakte krijgen van 6 vierkante kilometer. Rond het eiland worden duizenden windturbines geplaatst, die met korte wisselstroomverbindingen op het eiland worden aangesloten. Op het eiland zelf zetten transformatoren de wisselstroom om in gelijkstroom die door onderzeese kabels wordt afgevoerd. De Hub — eerst één eiland, daarna nog maximaal twee —  moet een aanzienlijke bijdrage leveren aan de energietransitie en het halen van de klimaatdoelstellingen van Parijs. Het project moet rond 2050 klaar zijn.

## Tijdspad
- In juni 2016 tekenden negen landen een samenwerkingsovereenkomst. Nederland, Duitsland, België, Luxemburg, Frankrijk, Denemarken, Ierland, Noorwegen en Zweden willen de planning en de realisatie van windparken op zee coördineren.[1] Doel is de kosten zo snel mogelijk omlaag te brengen en zo de parken meer rendabel te maken.
- Op 23 maart 2017 gingen TenneT Nederland, TenneT Duitsland en het Deense Energinet een trilaterale overeenkomst ondertekenen om samen te werken voor de verdere ontwikkeling. De netbeheerders hopen dat ook Noorwegen, het Verenigd Koninkrijk en België zich zullen aansluiten.[3]